# 1558 en philosophie
Chronologie de la philosophie
- 1554
- 1555
- 1556
- 1557
- 1558
- 1559
- 1560
- 1561
- 1562

L’année 1558 a été marquée, en philosophie, par les événements suivants :

## Publications
- Ioan Baptista Porta Neapolitano (Giambattista della Porta), Magiae naturalis sive de Miraculis rerum naturalium, libri IIII, Matthiam Cancer, Neapoli, 1558

## Décès
- 21 octobre à Agen : Jules César Scaliger (né le 23 avril 1484 à Vérone), érudit d'origine italienne, fils de Benoît Bordoni, peintre en miniatures. Toutefois, il prétendait descendre de la noble maison della Scala (d'où le nom qu'il prit). Il est le père de Joseph Juste Scaliger.